# Donát
Donát je mužské křestní jméno latinského původu. Pochází ze jména Donatus, který znamená darovaný. Podle římskokatolického kalendáře slaví svátek dne 7. srpna. Toto jméno mělo několik světců, jako byli například Donát z Münstereifelu, Donát Scotus a Donát Zadarský.
Ženská podoba tohoto jména je Donáta, v roce 2016 žily v Česku čtyři nositelky tohoto jména.

## Domácké podoby
Mezi domácké podoby jména Donát patří Don, Donek, Donátek, Doníček, Doneček, Dony apod.

## Významné osobnosti
- Donát Theodor Morazzi – významný český stavitel
- Donát Šajner – český spisovatel
- Donát Ulrich – český kronikář a úředník

## Donát jako příjmení
Příjmení Donát nosí více významných osobností:
- Denis Donát (* 2001) – český fotbalový záložník či obránce
- Josef Donát (1858–1937) – český průmyslník, majitel elektrotechnického závodu
- Jindřich Donát z Velké Polomi (1440–1513) – šlechtic
- Václav Donát (1869–1954) – český a československý politik

ženská varianta s přechýlením
- Narcisa Donátová (1928–1981) – slovenská hudební skladatelka
- Slávka Vuletič-Donátová (1890–1950) – česká elektroinženýrka a ředitelka továrny, dcera Josefa Donáta